# 곽위
주 태조 곽위(周 太祖 郭威, 904년 9월 10일(음력 7월 28일) ~ 954년 2월 22일(음력 1월 17일))는 오대십국시대 후주(後周)의 초대 황제(재위 : 950년 ~ 954년)이다. 자는 문중(文仲). 절일은 영수절(永壽節)이다.

## 생애
아버지 곽간(郭簡)은 진왕(晉王) 이극용(李克用)의 시대에 주자사를 맡은 고위 관리였지만, 곽위가 어린 시절에 전쟁으로 휘말려 아버지 곽간이 전사하여 곽씨 가문은 몰락하였다. 가문의 재건을 위해 병졸로 입대하여, 유지원(劉知遠)에게 그 재능을 인정을 받아 신하가 되었다. 유지원이 후한(後漢)을 건국하는 데 큰 공을 세워 추밀부사에 승진하였다.
948년 유지원이 사망하고 은제(隱帝) 유승우(劉承祐)가 즉위하자, 추밀사(樞密使)로 승진하였다. 그리고 거란(契丹)을 격퇴하는 등 군사 방면에도 많은 군공을 세웠고, 덕망을 얻었다고 한다. 그 때문에, 곽위의 명성을 유승우가 두려워하여, 곽위의 일족을 몰살하였고, 곽위 자신도 목숨의 위협을 받았다. 이 때문에, 군과 함께 역으로 반란을 일으켜 유승우를 살해하여, 유지원의 동생인 유숭(劉崇)의 아들 유윤(劉贇)을 황제로 세웠지만, 머지 않아 유윤도 살해하고 스스로 황제로 즉위해 후주(後周)를 건국하였다.
황제로 즉위한 곽위는 농촌의 부흥과 절도사의 통제와 감시, 군사력 강화, 국내 정치에 몰두하였다.
가족들이 몰살되어서, 곽위와 함께 행동하여 난을 피한 조카인 시영(柴榮, 황후 시씨(皇后柴氏)의 조카)을 양자로 삼아 후계자로 지명하였다. 그 뒤에 사망하여 양자인 시영이 제위에 올랐다.

## 존호, 시호, 묘호, 능호
존호는 성명문무인덕황제(聖明文武仁德皇帝)이다.
시호는 성신공숙문무효황제(聖神恭肅文武孝皇帝)이며, 묘호는 태조(太祖)이며, 능호는 숭릉(嵩陵)이다.

## 가족 관계

### 조부모와 부모
- 조부 : 의조(義祖) 익순황제(翼順皇帝) 곽온(郭蘊)
- 조모 : 익경황후(翼敬皇后) 한씨(韓氏)
- 부친 : 경조(慶祖) 장숙황제(章肅皇帝) 곽간(郭簡)
- 모친 : 장덕황후(章德皇后) 왕씨(王氏)

### 황후
| 봉호       | 시호               | 이름(성씨) | 별칭 | 재위년도 | 생몰년도 | 비고                          |
| ---------- | ------------------ | ---------- | ---- | -------- | -------- | ----------------------------- |
| 부인(夫人) | 성목황후(聖穆皇后) | 시씨(柴氏) |      | (추존)   |          | 태조 즉위 후에 황후로 추존함. |

### 후궁
| 봉호           | 시호       | 이름(성씨) | 별칭               | 생몰년도      | 비고                      |
| -------------- | ---------- | ---------- | ------------------ | ------------- | ------------------------- |
| 부인(夫人)     | 숙비(淑妃) | 양씨(楊氏) |                    | ? ~ 947년     | 태조 즉위 후 숙비로 추봉. |
| 국부인(國夫人) | 귀비(貴妃) | 장씨(張氏) | 오국부인(吳國夫人) | 915년 ~ 950년 | 태조 즉위 후 귀비로 추봉. |
| 덕비(德妃)     |            | 동씨(董氏) |                    | 915년 ~ 953년 |                           |

### 황자
| - | 봉호       | 시호 | 이름                      | 생몰년도  | 생모 | 별칭 | 비고 |
| - | ---------- | ---- | ------------------------- | --------- | ---- | ---- | ---- |
| 1 | 섬왕(剡王) |      | 곽청가(郭靑哥) 곽동(郭侗) | ? ~ 950년 |      |      |      |
| 2 | 기왕(杞王) |      | 곽의가(郭意哥) 곽신(郭信) | ? ~ 950년 |      |      |      |

### 황녀
| - | 봉호(공주)                 | 시호 | 이름 | 생몰년도  | 생모 | 부마                          | 별칭                                      | 비고 |
| - | -------------------------- | ---- | ---- | --------- | ---- | ----------------------------- | ----------------------------------------- | ---- |
| 1 | 거국장공주(莒國長公主)     |      |      | ? ~ 950년 |      |                               | 낙안공주(樂安公主)                        |      |
| 2 | 진국대장공주(晉國大長公主) |      |      |           |      | 위국공(衛國公) 장영덕(張永德) | 진국장공주(晉國長公主) 수안공주(壽安公主) |      |
| 3 | 양국장공주(梁國長公主)     |      |      |           |      |                               | 영녕공주(永寧公主)                        |      |

### 양자
- 진왕(晉王) 시영(柴榮) - 성목황후 시씨의 남매인 시수례(柴守禮)의 아들. 후주 제2대 황제 세종(世宗).

## 기년
| 태조        | 원년            | 2년        | 3년        | 4년             |
| ----------- | --------------- | ---------- | ---------- | --------------- |
| 서력 (西曆) | 951년           | 952년      | 953년      | 954년           |
| 간지 (干支) | 신해(辛亥)      | 임자(壬子) | 계축(癸丑) | 갑인(甲寅)      |
| 연호 (年號) | 광순(廣順) 원년 | 2년        | 3년        | 현덕(顯德) 원년 |

## 곽위가 등장하는 작품
- 《빛나거나 미치거나》(2015년, MBC, 배우:김법래)

| 전임 고행주 | 천웅군절도사 950년 | 후임 왕은 |

| 전임 후한 은제 유승우 | 제1대 후주의 황제 951년 ~ 954년 | 후임 양자 세종 곽영(시영) |

| 전임 후한 은제 유승우 | 중국의 황제(중원 지역) 951년 ~ 954년 | 후임 후주 세종 곽영(시영) |

| 전임 남당 원종 이경 | 중국의 황제(호남 북서 지역) (명목상) 951년 ~ 954년 | 후임 후주 세종 곽영(시영) |

| 전임 남당 원종 이경 | 중국의 황제(호남 남동 지역) (명목상) 952년 ~ 954년 | 후임 후주 세종 곽영(시영) |